# Mithqal
El mithqal es una unidad de masa que equivale a 4,25 gramos que es usada principalmente para metales preciosos. El dinar de oro equivale a 1 mithqal.

## Factores de conversión
| Unidad  | Mithqal          | Gramos     | Onzas             |
| ------- | ---------------- | ---------- | ----------------- |
| Mithqal | 1                | 4,25       | 0,136640672916669 |
| Gramos  | 4,25             | 1          | 0,032150746568628 |
| Onzas   | 7,31846512941176 | 31,1034768 | 1                 |

- Datos: Q974625